# Торрес, Мигель (боец)
Миге́ль А́нгхель То́ррес (англ. Miguel Angel Torres; род. 18 января 1981, Ист-Чикаго) — американский боец смешанного стиля, представитель легчайшей и полулёгкой весовых категорий. Выступает на профессиональном уровне начиная с 2003 года, известен по участию в турнирах бойцовских организаций UFC, WEC, WSOF и др. Владел титулом чемпиона WEC в легчайшем весе.

## Биография
Мигель Торрес родился 18 января 1981 года в городе Ист-Чикаго штата Индиана, США. В возрасте семи лет начал практиковать тхэквондо, затем во время учёбы в местной старшей школе серьёзно занимался борьбой. Освоил также бокс и бразильское джиу-джитсу, где впоследствии удостоился чёрного пояса.

### Начало профессиональной карьеры
Дебютировал в смешанных единоборствах на профессиональном уровне в марте 2000 года, выиграв у своего соперника техническим нокаутом уже на десятой секунде первого раунда. Дрался в небольших американских промоушенах, преимущественно на территории Индианы. Выходил к клетку сравнительно часто, так, за первый год своей карьеры сумел одолеть 12 соперников. При всём при том, уровень его оппозиции был не очень высок. Многие из поединков проводил неофициально в ночных клубах и барах, поэтому они никак не отражены в его статистике.
Значимым событием в его биографии стало знакомство с выдающимся мастером БЖЖ Карлсоном Грейси, который заметил в нём большой талант и в течение некоторого времени был его тренером.

### World Extreme Cagefighting
Имея в послужном списке более тридцати побед, Торрес привлёк к себе внимание крупной американской организации World Extreme Cagefighting и в сентябре 2007 года благополучно дебютировал здесь, заставив сдаться с помощью «треугольника» Джефф Бедарда.
Благодаря череде удачных выступлений удостоился права оспорить титул чемпиона в легчайшей весовой категории, который на тот момент принадлежал Чейзу Биби. Чемпионский бой между ними состоялся в феврале 2008 года, Торрес показал хорошую ударную технику и успешно поборолся в партере — уже в первом раунде поймал соперника в «гильотину» и принудил к сдаче.
Полученный чемпионский пояс сумел защитить три раза, взяв верх над такими бойцами как Ёсиро Маэда, Мэнни Тапия и Такэя Мидзугаки. Его впечатляющая серия из 17 побед подряд прервалась только в августе 2009 года — следующий претендент на пояс Брайан Боулз в первом раунде их противостояния отправил Торреса в нокаут.
Лишившись чемпионского титула, Мигель Торрес продолжил выступать в клетке WEC. В 2010 году он уступил сдачей Джозефу Бенавидесу и выиграл у Чарли Валенсии.
Когда в октябре 2010 года организация WEC была поглощена более крупным игроком на рынке смешанных единоборств Ultimate Fighting Championship, все сильнейшие бойцы оттуда автоматически перешли на контракт к новому владельцу, в том числе перешёл и Торрес.

### Ultimate Fighting Championship
Дебютировал в октагоне UFC в феврале 2011 года, встретившись с таким же выходцем из WEC Антонио Баньюэлосом — противостояние между ними продлилось всё отведённое время, в итоге судьи единогласным решением отдали победу Торресу.
На май 2011 года планировался бой с англичанином Брэдом Пикеттом, но тот травмировался и был заменён будущим многократным чемпионом в наилегчайшем весе Деметриусом Джонсоном. Бойцы прошли всю дистанцию в три раунда. В начале боя Торрес позволил себя перевести, но затем поднялся и в целом выглядел успешнее в первом раунде. Тем не менее, во втором и третьем отрезках боя бо́льшую часть времени он находился под контролем со стороны Джонсона и проиграл с близким счётом 29–28.
В ноябре 2011 года отметился победой по очкам над Ником Пейсом, однако в декабре у него возник небольшой конфликт с президентом UFC Дейной Уайтом, в результате чего бойца уволили из организации. Уайту не понравилось опубликованное Торресом сообщение в Twitter, цитирующее шутку про изнасилования из сериала «Трудоголики». Спустя несколько недель конфликт всё же удалось уладить, и бойца вернули в ростер UFC.
В апреле 2012 года на турнире UFC в Атланте Торрес был нокаутирован Майклом Макдональдом, и на этом поражении его сотрудничество с организацией теперь уже окончательно подошло к концу.

### World Series of Fighting
Торрес не долго оставался свободным агентом, в сентябре 2012 года стало известно, что он в числе нескольких других бойцов подписал контракт с новосозданной крупной организацией World Series of Fighting. В ноябре на первом турнире WSOF ему противостоял бразильский проспект легчайшего веса Марлон Мораис. Бразилец выиграл этот бой раздельным решением и затем в течение многих лет не знал поражений, завоевав и защитив чемпионский пояс.
Следующий бой в клетке WSOF, состоявшийся в октябре 2013 года, проиграл сдачей малоизвестному бойцу Пабло Альфонсо.

## Тренерская работа
Торрес является владельцем и управляющим собственного зала единоборств в городке Гриффит, Индиана, где проходят обучение около 300 студентов.

## Статистика в профессиональном ММА
| Боёв 52  | Побед 43 | Поражений 9 |
| -------- | -------- | ----------- |
| Нокаутом | 9        | 3           |
| Сдачей   | 24       | 3           |
| Решением | 10       | 3           |

| Результат | Рекорд | Соперник            | Способ                  | Турнир                               | Дата             | Раунд | Время | Место             | Примечание                                               |
| --------- | ------ | ------------------- | ----------------------- | ------------------------------------ | ---------------- | ----- | ----- | ----------------- | -------------------------------------------------------- |
| Победа    | 43-6   | Ллойд Картер        | Сдача (гильотина)       | UCL: Havoc In Hammond 3              | 24 сентября 2016 | 1     | 2:44  | Хаммонд, США      |                                                          |
| Победа    | 42-6   | Уэйд Шоат           | Сдача (гильотина)       | UCL: Torres vs. Choate               | 31 мая 2014      | 1     | 1:19  | Хаммонд, США      | Бой в промежуточном весе 63,5 кг.                        |
| Победа    | 41-6   | Джованни Молхо      | Единогласное решение    | UCL: Havoc in Hammond                | 15 февраля 2014  | 3     | 5:00  | Хаммонд, США      | Бой в промежуточном весе 63,5 кг.                        |
| Поражение | 40-6   | Марлон Мораис       | Раздельное решение      | WSOF 1                               | 3 ноября 2012    | 3     | 5:00  | Лас-Вегас, США    |                                                          |
| Поражение | 40-5   | Майкл Макдональд    | KO (удары руками)       | UFC 145                              | 21 апреля 2012   | 1     | 3:18  | Атланта, США      |                                                          |
| Победа    | 40-4   | Ник Пейс            | Единогласное решение    | UFC 139                              | 19 ноября 2011   | 3     | 5:00  | Сан-Хосе, США     | Бой в промежуточном весе 64 кг; Пейс не сделал вес.      |
| Поражение | 39-4   | Деметриус Джонсон   | Единогласное решение    | UFC 130                              | 28 мая 2011      | 3     | 5:00  | Лас-Вегас, США    |                                                          |
| Победа    | 39-3   | Антонио Баньюэлос   | Единогласное решение    | UFC 126                              | 5 февраля 2011   | 3     | 5:00  | Лас-Вегас, США    |                                                          |
| Победа    | 38-3   | Чарли Валенсия      | Сдача (удушение сзади)  | WEC 51                               | 30 сентября 2010 | 2     | 2:25  | Брумфилд, США     | Приём вечера.                                            |
| Поражение | 37-3   | Джозеф Бенавидес    | Сдача (гильотина)       | WEC 47                               | 6 марта 2010     | 2     | 2:57  | Колумбус, США     |                                                          |
| Поражение | 37-2   | Брайан Боулз        | KO (удары руками)       | WEC 42                               | 9 августа 2009   | 1     | 3:57  | Лас-Вегас, США    | Лишился титула чемпиона WEC в легчайшем весе.            |
| Победа    | 37-1   | Такэя Мидзугаки     | Единогласное решение    | WEC 40                               | 5 апреля 2009    | 5     | 5:00  | Чикаго, США       | Выиграл титул чемпиона WEC в легчайшем весе; Бой вечера. |
| Победа    | 36-1   | Мэнни Тапия         | TKO (удары)             | WEC 37                               | 3 декабря 2008   | 2     | 3:04  | Лас-Вегас, США    | Выиграл титул чемпиона WEC в легчайшем весе.             |
| Победа    | 35-1   | Ёсиро Маэда         | TKO (остановлен врачом) | WEC 34                               | 1 июня 2008      | 3     | 5:00  | Сакраменто, США   | Защитил титул чемпиона WEC в легчайшем весе; Бой вечера. |
| Победа    | 34-1   | Чейз Биби           | Сдача (гильотина)       | WEC 32                               | 13 февраля 2008  | 1     | 3:59  | Рио-Ранчо, США    | Выиграл титул чемпиона WEC в легчайшем весе.             |
| Победа    | 33-1   | Джефф Бедард        | Сдача (треугольник)     | WEC 30                               | 5 сентября 2007  | 1     | 2:30  | Лас-Вегас, США    |                                                          |
| Победа    | 32-1   | Дариус Турчинскас   | Сдача (удушение сзади)  | IMMAC 2: Attack                      | 21 апреля 2007   | 2     | 0:57  | Чикаго, США       |                                                          |
| Победа    | 31-1   | Чарльз Уилсон       | Сдача (треугольник)     | Total Fight Challenge 7              | 10 февраля 2007  | 3     | 1:29  | Хаммонд, США      |                                                          |
| Победа    | 30-1   | Бобби Гамбоа        | Сдача (удушение сзади)  | Absolution Fighting Championships 19 | 9 сентября 2006  | 1     | 2:52  | Бока-Ратон, США   |                                                          |
| Победа    | 29-1   | Дерек Коллинс       | TKO (удары руками)      | TFC: Total Fight Challenge 6         | 5 мая 2006       | 1     | 2:32  | Хаммонд, США      |                                                          |
| Победа    | 28-1   | Ричард Нанку        | TKO (удары руками)      | IHC 10: Tempest                      | 29 апреля 2006   | 2     | N/A   | Хаммонд, США      |                                                          |
| Победа    | 27-1   | Джо Пирсон          | Сдача (треугольник)     | Total Fight Challenge 5              | 18 февраля 2006  | 1     | 0:28  | Хаммонд, США      |                                                          |
| Победа    | 26-1   | Райан Акерман       | Сдача (рычаг локтя)     | IHC 9: Purgatory                     | 19 ноября 2005   | 1     | 4:45  | Хаммонд, США      |                                                          |
| Победа    | 25-1   | Дэн Свифт           | Единогласное решение    | Total Fight Challenge 3              | 21 мая 2005      | 3     | 5:00  | Хаммонд, США      |                                                          |
| Победа    | 24-1   | Майк Френч          | Сдача (треугольник)     | Superbrawl 40                        | 30 апреля 2005   | 2     | 2:44  | Хаммонд, США      |                                                          |
| Победа    | 23-1   | Джим Брукетта       | Сдача (треугольник)     | Total Fight Challenge 2              | 19 февраля 2005  | 2     | 2:08  | Хаммонд, США      |                                                          |
| Победа    | 22-1   | Алекс Ханбабян      | Сдача (рычаг локтя)     | IHC 8: Ethereal                      | 20 ноября 2004   | 1     | 1:01  | Хаммонд, США      |                                                          |
| Победа    | 21-1   | Мустафа Хуссаини    | TKO (удары руками)      | IHC 7: The Crucible                  | 5 июня 2004      | 3     | 1:24  | Хаммонд, США      |                                                          |
| Поражение | 20-1   | Райан Акерман       | Единогласное решение    | IHC 6: Inferno                       | 22 ноября 2003   | 3     | 5:00  | Хаммонд, США      |                                                          |
| Победа    | 20-0   | Линдси Дурлахер     | Единогласное решение    | IHC 4: Armageddon                    | 18 мая 2002      | 3     | 5:00  | Хаммонд, США      |                                                          |
| Победа    | 19-0   | Брайан Сзор         | Сдача (треугольник)     | TCC: Battle of the Badges            | 13 апреля 2002   | 1     | 3:36  | Хаммонд, США      |                                                          |
| Победа    | 18-0   | Крейг Уильямсон     | Сдача (треугольник)     | TCC: Battle of the Badges            | 13 апреля 2002   | 1     | 2:45  | Хаммонд, США      |                                                          |
| Победа    | 17-0   | Стив Рейна          | TKO (остановлен врачом) | IHC 3: Exodus                        | 10 ноября 2001   | 1     | 5:00  | Хаммонд, США      |                                                          |
| Победа    | 16-0   | Ник Митчелл         | Единогласное решение    | IHC 3: Exodus                        | 10 ноября 2001   | 2     | 5:00  | Хаммонд, США      |                                                          |
| Победа    | 15-0   | Денни Лонг          | KO (удары руками)       | Total Combat Challenge               | 29 сентября 2001 | 1     | N/A   | Хаммонд, США      |                                                          |
| Победа    | 14-0   | Патрик Родригес     | Сдача                   | Finke’s Full Contact Challenge       | 30 апреля 2001   | 2     | 1:41  | Хайленд, США      |                                                          |
| Победа    | 13-0   | Джош Мейсон         | Сдача (удары руками)    | Cage Rage 2                          | 14 апреля 2001   | 2     | N/A   | Кокомо, США       |                                                          |
| Победа    | 12-0   | Марк Джаромилло     | Сдача (рычаг локтя)     | Finke’s Full Contact Challenge       | 26 марта 2001    | 2     | 2:40  | Хайленд, США      |                                                          |
| Победа    | 11-0   | Дэвид Одл           | Сдача (удары руками)    | Finke’s Full Contact Challenge       | 26 февраля 2001  | 1     | 2:05  | Хайленд, США      |                                                          |
| Победа    | 10-0   | Денни Александр     | Сдача (удушение сзади)  | Finke’s Full Contact Challenge       | 29 января 2001   | 1     | 0:58  | Хайленд, США      |                                                          |
| Победа    | 9-0    | Джесси Гуденшваггер | TKO (остановлен врачом) | MMA Invitational 4                   | 18 ноября 2000   | 2     | 5:00  | Хаммонд, США      |                                                          |
| Победа    | 8-0    | Чед Браттон         | Единогласное решение    | Extreme Shootfighting                | 30 сентября 2000 | 1     | 15:00 | Индианаполис, США |                                                          |
| Победа    | 7-0    | Рики Олсон          | Единогласное решение    | Extreme Shootfighting                | 30 сентября 2000 | 1     | 15:00 | Индианаполис, США |                                                          |
| Победа    | 6-0    | Кори Мерриман       | Сдача (удары руками)    | Extreme Shootfighting                | 30 сентября 2000 | 1     | 1:27  | Индианаполис, США |                                                          |
| Победа    | 5-0    | Дэн Кизер           | Сдача (удары руками)    | Finke’s Full Contact Challenge       | 28 августа 2000  | 1     | 4:30  | Хайленд, США      |                                                          |
| Победа    | 4-0    | Крис Крамер         | Сдача (треугольник)     | Finke’s Full Contact Challenge       | 28 июля 2000     | 1     | 3:00  | Хайленд, США      |                                                          |
| Победа    | 3-0    | Майкл Рейна         | Сдача (удары руками)    | Finke’s Full Contact Challenge       | 22 мая 2000      | 1     | 1:22  | Хайленд, США      |                                                          |
| Победа    | 2-0    | Дэн Кизер           | Сдача (гильотина)       | Finke’s Full Contact Challenge       | 24 апреля 2000   | 1     | 4:09  | Хайленд, США      |                                                          |
| Победа    | 1-0    | Ларри Пуллиам       | TKO (удары руками)      | Finke’s Full Contact Challenge       | 27 марта 2000    | 1     | 0:10  | Хайленд, США      |                                                          |